# Electrolite
«Electrolite» es una canción y un sencillo del álbum New Adventures in Hi-Fi de la banda estadounidense R.E.M.. La canción es una balada piano rock a los iconos de Los Ángeles y Hollywood. Fue lanzado en diciembre de 1996 en el Reino Unido y el 2 de febrero del año siguiente en los Estados Unidos.
Inicialmente Michael Stipe se opuso a la inclusión de la canción en el álbum, pero fue vencido por Peter Buck y Mike Mills. Desde entonces se ha convertido en una de sus favoritas. 
El vídeo de la canción fue dirigido por Peter Care y Spike Jonze.

## Composición
Las líneas de piano que se escuchan en la canción fueron compuestas por Mike Mills en su apartamento antes de enseñárselo a los demás miembros de la banda. La letra fue compuesta por Michael Stipe durante los dos años que vivió en Santa Mónica
En junio de 2006 la página web de Los Angeles Times publicó un artículo sobre la Mulholland Drive incluyendo extractos de un ensayo que Stipe escribió sobre esta autopista que según parece inspiraron a Stipe a escribir la canción.

## Contenido lírico
En junio de 2006, el sitio web del Los Angeles Times presentó un artículo sobre Mulholland Drive incluyendo extractos de un ensayo que Stipe escribió sobre la autopista de 55 millas (90 km):
"Mulholland representa para mí el punto de vista icónico 'desde lo alto' mirando hacia abajo a L.A. y al valle por la noche cuando las luces están todas brillando y la ciudad parece, como se ve desde un avión, como una manta de luces finas todas centelleando y sólidas. Realmente quería escribir una canción de despedida al siglo XX.
20th century go to sleep.
Really deep.
We won't blink.
"Y ningún lugar parecía más perfecto que la ciudad que se consolidó a lo largo del siglo XX, pero siempre mirando hacia el futuro y impulsada por ideas de un futuro mejor, a cualquier costo.
"Los Ángeles.
"Menciono a tres de las grandes leyendas de esa única industria 'ciudad', como le gusta referirse a sí misma. En orden: James Dean, Steve McQueen, Martin Sheen. Todos icónicos, todos representando diferentes aspectos de la masculinidad, una característica clave de la ideología del siglo XX. Es el tira y afloja de una cultura que se basa en ideas de sociedad de mediados de siglo, chocando y en una gran lucha con el modernismo/renacimiento/epifanía/futurismo, borrando todo lo que vino antes para ser reemplazado por algo 'mejor', más civilizado, más tolerante, justo, abierto, y así sucesivamente... [ver 'reagan,' 'soylent green,' 'bladerunner,' debates gubernatoriales actuales]
"El 'muy profundamente' en la letra es, por supuesto, autocrítico hacia el intento de, en una canción pop, comunicar algún nivel de profundidad o verdadera percepción.
"Mulholland es el lugar en las películas donde se obtiene una distancia, y el asombro, de la ciudad construida sobre sueños y fantasía. Lo suficientemente lejos como para no olerla, pero para maravillarse de su intensidad y pura audacia. Algo genial.
"El título de la canción surgió de volar hacia L.A. y/o verla desde lo alto y que pareciera una manta de estrellas o esas criaturas marinas extrañas que se iluminan cuando se agita el agua. Cómo obtuve 'electrolite' de eso no lo sé, aún no puedo pensar en la palabra que buscaba, pero en realidad se llama 'fosforescencia' o 'bioluminiscencia.' Pensé que era algo 'electro', así que solo usé light/lyte, dándole el 'lite' del lenguaje moderno de dietas de moda."

Durante la actuación de R.E.M. en VH1 Storytellers, Stipe presentó la canción diciendo: 
"Tenía un dentista en Los Ángeles, que también era dentista de Martin Sheen, y Martin Sheen estaba en la silla del dentista, siendo taladrado en su diente, cuando me acerqué a él y le dije, 'Vamos a sacar un disco en unas semanas y te mencionamos en una de las canciones, y solo quiero que sepas que es en tu honor; no quiero que pienses que nos estamos burlando de ti.' Y él estaba diciendo [imitación de Sheen hablando con el dentista trabajando en su boca] '¡Muchas gracias!'. Fue muy amable al respecto."

## Intérpretes
"Electrolite"
- Bill Berry – Batería, percusión
- Peter Buck – Banjo, guitarra
- Andy Carlson – Violín
- Nathan December – Güiro
- Mike Mills – Piano
- Michael Stipe – Voz

"The Wake-Up Bomb" (directo)
- Bill Berry - Batería
- Peter Buck - Guitarra
- Nathan December - Guitarra
- Scott McCaughey - Guitar, Teclado
- Mike Mills - Bajo, voz
- Michael Stipe - voz

"Binky the Doormat" (directo)
- Bill Berry - batería
- Peter Buck - Guitarra
- Nathan December - Guitarra
- Scott McCaughey - Guitarra, teclado
- Mike Mills - Bajo, voz
- Michael Stipe - Voz

"King of Comedy" (808 State Remix)
- Bill Berry - batería
- Peter Buck - Guitarra
- Sally Dworski - voz
- Mike Mills - bajo, voz
- Michael Stipe - Voz